# Barley wine

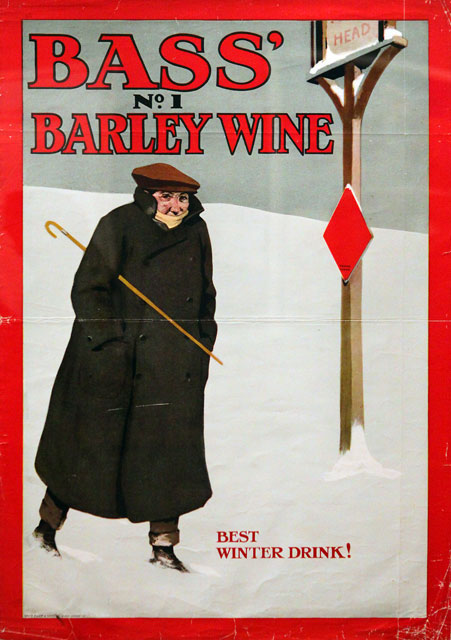
Locandina che reclamizza il primo barley wine etichettato come tale: il № 1 Barley Wine della Bass

Il barley wine o barleywine (letteralmente "vino d'orzo" in italiano) è un tipo di birra ad alta fermentazione di origine britannica. Ha questo nome perché è la birra che si accosta di più al vino sia per i sapori che per il tasso alcolico che risulta elevato rispetto alla media delle birre.

## Storia
Fin dall'antichità la birra è stata chiamata "vino d'orzo", come la κρίθινος οἶνος kríthinos oînos nell'antica Grecia, menzionata fra gli altri da Senofonte nell'Anabasi e da Polibio, che nelle sue Storie descrive come i Feaci tenessero questa bevanda in crateri d'oro e d'argento. Ma la denominazione di "vin d'orzo" è stata usata anche da Tacito nelle sue opere, e pare che persino i Galli la usassero in alternativa a "brace", il termine che nella loro lingua indicava la birra.
Il termine moderno, in inglese, iniziò ad essere utilizzato in Gran Bretagna durante il XVIII secolo, come reazione all'invasione del mercato locale da parte dei vini francesi Bordeaux e Borgogna. Questi prodotti, che dichiaratamente volevano essere competitivi sul mercato del vino, venivano lasciati riposare nelle botti per un periodo piuttosto lungo, che poteva variare da uno a due anni. In questa maniera la birra, oltre a ricevere effettivamente una lavorazione ancora più simile a quella del vino, aveva il tempo di strutturarsi e di assorbire dal legno alcune caratteristiche organolettiche che tanto al naso quanto al palato potevano ricordare i sentori della bevanda rivale, pur rimanendo un prodotto radicalmente diverso. Verso la fine del secolo seguente i birrifici iniziarono ad usare il termine barley wine per indicare ognuno la propria birra con la gradazione alcolica più alta. La prima birra ad essere etichettata in questo modo fu la № 1 Barley Wine della Bass, intorno al 1870. In questo periodo il termine non indicava ancora una tipologia ben definita, infatti la birra col titolo alcolometrico più alto di un birrificio poteva non essere poi così forte, anche a causa delle imposte sulle bevande alcoliche, e si potevano quindi trovare barley wine con appena il 6% di alcol in volume, mentre altre avevano con un corpo e una gradazione alcolica simili a quelli di un vino.

## Caratteristiche

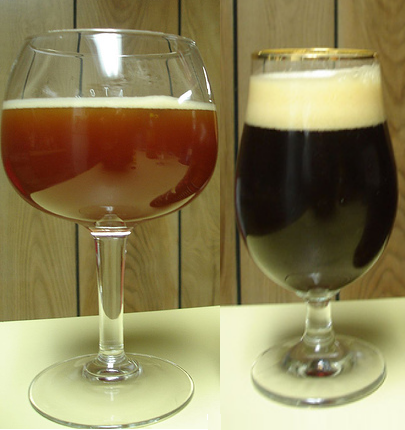
Il colore di un barley wine può variare dall'ambrato carico traslucente a un mogano torbido (a sinistra nell'immagine) a un nero quasi completamente opaco (a destra)

Il barley wine si gusta meglio senza abbinamenti di cibi per esaltarne i sapori. Può variare dal colore ambrato allo scuro, ed è caratterizzato dalla quasi totale mancanza di schiuma. Viene servito spesso in un calice da vino o da brandy, con una temperatura intorno ai 15-16 °C.
È una birra che se lasciata invecchiare migliora nel sapore.

## Barley wine nel mondo
Tra le barley wine di produzione britannica si ricorda la Thomas Hardy's Ale intitolata all'omonimo scrittore, la Bass' No. 1, la George Gale Old Prize Ale, la Cottage Norman's Conquest, l'Old Nick e la Whitebread Gold Label, quest'ultima dall'inconsueto colore chiaro. Negli Stati Uniti viene prodotta la Bigfoot, la Old Flogham, la Old Titanic, la Old Wooly, la Old Boardhead Barleywine Ale, la Horn Dog e la Freedom Ale.